# Anton Bömly
Anton Bömly (* 1808; † 1874) war ein deutscher Opernsänger (Tenor) und Theaterdirektor.

## Leben
Bömly war ausgebildeter Opernsänger, gab im Frühjahr 1834 sein Debüt und machte in den folgenden Jahren eine erfolgreiche Karriere. In den Jahren 1835/1836 gehörte er zum Ensemble in Trier, mit dem er in den Sommermonaten auch in Bad Kissingen gastierte.
Später war Bömly Theaterdirektor am Herzoglichen Hoftheater in Altenburg (erwähnt 1847), in Bamberg (erwähnt 1852), Meiningen (erwähnt 1854), dann in Passau (erwähnt 1857/1858) und zuletzt von 1858 bis 1864 am Theater Augsburg. Während seiner Amtszeit als Direktor des Dessauer Hoftheaters wurde ihm der Titel „Intendanzrat“ verliehen.
Mindestens seit etwa 1855 bis 1865 war er in Personalunion auch Intendant des Kurtheaters Bad Kissingen. Schon Jahre zuvor hatte er mit seiner Schauspieltruppe, zu der auch eigene Familienmitglieder gehörten, beispielsweise im Jahr 1841, mit seinem Altenburger (1847) und seinem Meininger Ensemble (1854) immer wieder in der Kurstadt gastiert.
Ab 1865 leitete er neben dem Bad Kissinger Kurtheater auch noch die Theater in Bamberg und Bayreuth. Im Jahr 1871 wurde er in Bad Kissingen von Eduard Reimann als Intendant abgelöst.